# Santa Rita (ville d'Aragua)
Pour les articles homonymes, voir Santa Rita.
Santa Rita est une ville du Venezuela, capitale de la paroisse civile de Francisco Linares Alcántara et chef-lieu de la municipalité de Francisco Linares Alcántara dans l'État d'Aragua. Elle forme un quartier à l'est de l'agglomération de Maracay, capitale de l'État.

## Galerie

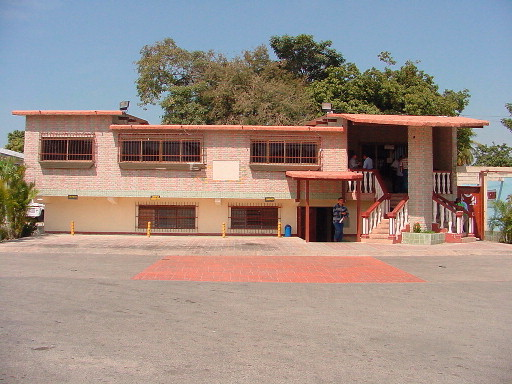
Siège de la municipalité de Francisco Linares Alcántara

## Sources
- (es) Cet article est partiellement ou en totalité issu de l’article de Wikipédia en espagnol intitulé « Santa Rita » (voir la liste des auteurs).